# Іракські повстанці
Іракські повстанці (також інсургенти, партизани і бойовики) — озброєні формування часів Іракської війни 2003—2011 років, які виступали проти сил міжнародної коаліції, що окупували Ірак, а також проти створених за підтримки США органів цивільної адміністрації та уряду країни.
Активний повстанський рух розпочався після вторгнення 2003 року до Іраку.
Інсургенти представлені багатонаціональним складом, які брали участь у конфлікті через ідеологічні та фінансові спонукання, у тому числі через пропагандистський вплив. Повстанці проводили різні військові та терористичні операції проти уряду Іраку, окупаційних сил та прихильників нового режиму.

## Тактика
На початку конфлікту інсургенти здійснювали поодинокі рейди на невеликі об'єкти, але вже 2004 року. перейшли на напади на добре захищені бази та колони. При цьому, якщо раніше, підірвавши міну на дорозі під військовою вантажівкою, повстанці, трохи пострілявши для страху, намагалися якнайшвидше розбігтися, то згодом після вибуху бомби вони зосереджували вогонь із гранатометів та автоматичної зброї на солдатів, що охороняють колону, а потім переносили його на інші машини.
Для нападів на бази партизани потай мінували місцевість у її районі, після чого обстрілювали табір з мінометів та гранатометів. Військові вибігали, щоб посісти позиції, але потрапляли на мінне поле. Втрати під час таких рейдів з боку оборонців іноді були досить відчутними. Іноді для атак використовувався замінований автомобіль. Залучалися також снайпери.

## Склад
- Шиїтські бойовики: Армія Махді, Хезболла, Катаїб Хезболла, Асаїб Ахль аль-Хакк.
- Суннітські бойовики:
  - Баасисти — прихильники Саддама Хусейна, чия ідеологія є різновидом панарабізму. (Баас (Ірак)[en]), Армія людей накшбандійського ордену, Аль-Авда[be], частково Ісламська армія в Іраку, Вища командування джихаду та звільнення, значна частина суфітів)
  - Суфітські ісламісти. (Ісламська армія в Іраку, Армія людей накшбандійського ордену, Джамаат Ансар ас-Сунна)
  - Іракські націоналісти — прихильники версії самовизначення Іраку. Виступають за територіальну цілісність країни, включаючи Кувейт та Хузестан. (Баас, Хамас Ирака[en], Революционная бригада 1920[en])
  - Салафістські ісламісти і послідовники руху ваххабізм. (Ісламська держава Ірак, Ансар аль-Іслам, Аль-Каїда в Іраку, Джейш ат-Таїфа аль-Мансура)
- Іноземні ісламістські добровольці/найманці, які найчастіше пов'язані з Аль-Каїдою.

Різні формування повстанців часом вступали один з одним у збройні зіткнення, оскільки опір був різномасним і його члени мали низку ідеологічних та релігійних суперечок. Особливо це стосувалося боротьби шиїтів із сунітами та проіранських сил (переважно шиїтів, прихильників ісламської республіки) з баасистами (переважно сунітів, прихильників поваленого режиму С. Хусейна). У 2006—2008 роках це протистояння досягло своєї вершини у вигляді громадянської війни. Водночас сили, пов'язані з Аль-Каїдою (салафіти), хоч і були сунітськими та антиіранськими, але не завжди співпрацювали із суннітсько-баасистським опором (суфіти), який їх навіть критикував за терор щодо мирного населення. А у 2006—2007 роках між цими силами навіть спалахнув збройний конфлікт. Однак під час обох битв за Фаллуджу навесні та восени 2004 р. ці сторони об'єдналися і успішно дали відсіч американо-британським військам та його союзникам, відстоявши місто.